# Temporada 2010 del fútbol ecuatoriano
La Temporada 2010 del fútbol ecuatoriano abarca todas las actividades relativas a campeonatos de fútbol profesional, nacionales e internacionales, disputados por clubes ecuatorianos, y por las selecciones nacionales de este país, en sus diversas categorías, durante 2010.
| Categoría         | Campeonato               | Campeón                              | Título      |
| ----------------- | ------------------------ | ------------------------------------ | ----------- |
| Serie A           | Campeonato Nacional 2010 | Liga Deportiva Universitaria         | 10.° título |
| Serie B           | Anual 2010               | Liga Deportiva Universitaria de Loja | 1.er título |
| Segunda Categoría | Segunda Categoría 2010   | Club Deportivo Valle del Chota       | 1.er título |

## Torneos locales (Campeonatos regulares)

### Serie A

#### Primera Etapa
Clasificación
|     | Equipo               | PTS | PJ | PG | PE | PP | GF | GC | DG  |
| --- | -------------------- | --- | -- | -- | -- | -- | -- | -- | --- |
| 1º  | Emelec               | 46  | 22 | 14 | 4  | 4  | 37 | 22 | +15 |
| 2º  | Liga de Quito        | 44  | 22 | 12 | 8  | 2  | 36 | 10 | +26 |
| 3º  | Barcelona            | 43  | 22 | 12 | 7  | 3  | 26 | 12 | +14 |
| 4º  | Deportivo Quito      | 34  | 22 | 10 | 4  | 8  | 27 | 23 | +4  |
| 5º  | Deportivo Cuenca     | 27  | 22 | 6  | 9  | 7  | 21 | 24 | -3  |
| 6º  | El Nacional          | 25  | 22 | 5  | 10 | 7  | 34 | 27 | +7  |
| 7º  | Independiente        | 25  | 22 | 5  | 10 | 7  | 26 | 31 | -5  |
| 8º  | Manta F.C.           | 24  | 22 | 5  | 9  | 8  | 23 | 30 | -7  |
| 9º  | Olmedo               | 23  | 22 | 5  | 8  | 9  | 18 | 27 | -9  |
| 10º | Espoli               | 22  | 22 | 6  | 4  | 12 | 22 | 41 | -19 |
| 11º | Universidad Católica | 20  | 22 | 4  | 8  | 10 | 21 | 32 | -11 |
| 12º | Macará               | 18  | 22 | 3  | 9  | 10 | 22 | 34 | -12 |

|  | Clasificó a la final del torneo, a la Copa Sudamericana 2010 y a la Copa Libertadores 2011. |
|  | Clasificado a la Copa Sudamericana 2010.                                                    |

#### Segunda Etapa
Clasificación
|     | Equipo               | PTS | PJ | PG | PE | PP | GF | GC | DG  |
| --- | -------------------- | --- | -- | -- | -- | -- | -- | -- | --- |
| 1º  | Liga de Quito        | 47  | 22 | 14 | 5  | 3  | 42 | 17 | +25 |
| 2º  | Emelec               | 46  | 22 | 13 | 7  | 2  | 29 | 12 | +17 |
| 3º  | Deportivo Cuenca     | 41  | 22 | 12 | 5  | 5  | 32 | 25 | +7  |
| 4º  | Deportivo Quito      | 37  | 22 | 11 | 4  | 7  | 35 | 22 | +13 |
| 5º  | Barcelona            | 30  | 22 | 8  | 6  | 8  | 25 | 24 | +1  |
| 6º  | El Nacional          | 29  | 22 | 8  | 5  | 9  | 23 | 23 | 0   |
| 7º  | Manta F.C.           | 27  | 22 | 7  | 6  | 9  | 23 | 33 | -10 |
| 8º  | Espoli               | 23  | 22 | 5  | 8  | 9  | 22 | 28 | -6  |
| 9º  | Olmedo               | 23  | 22 | 6  | 5  | 11 | 20 | 33 | -13 |
| 10º | Macará               | 21  | 22 | 5  | 6  | 11 | 21 | 32 | -11 |
| 11º | Universidad Católica | 20  | 22 | 5  | 5  | 12 | 27 | 37 | -10 |
| 12º | Independiente        | 19  | 22 | 5  | 4  | 13 | 23 | 36 | -13 |

|  | Clasifica a la final del torneo y a la Copa Libertadores 2011. |

#### Tabla acumulada
Clasificación
|     | Equipo               | PTS | PJ | PG | PE | PP | GF | GC | DG  |
| --- | -------------------- | --- | -- | -- | -- | -- | -- | -- | --- |
| 1º  | Emelec               | 92  | 44 | 27 | 11 | 6  | 66 | 34 | 32  |
| 2º  | Liga de Quito        | 91  | 44 | 26 | 13 | 5  | 78 | 27 | 51  |
| 3º  | Barcelona            | 73  | 44 | 20 | 13 | 11 | 51 | 36 | 15  |
| 4º  | Deportivo Quito      | 71  | 44 | 21 | 8  | 14 | 62 | 45 | 17  |
| 5º  | Deportivo Cuenca     | 68  | 44 | 18 | 14 | 12 | 53 | 49 | 4   |
| 6º  | El Nacional          | 54  | 44 | 13 | 15 | 16 | 57 | 50 | 7   |
| 7º  | Manta F. C.          | 51  | 44 | 12 | 15 | 18 | 46 | 63 | -19 |
| 8º  | Olmedo               | 46  | 44 | 11 | 13 | 20 | 38 | 60 | -2  |
| 9º  | Espoli               | 45  | 44 | 11 | 12 | 21 | 44 | 69 | -25 |
| 10º | Independiente        | 44  | 44 | 10 | 14 | 20 | 49 | 67 | -18 |
| 11º | Universidad Católica | 40  | 44 | 9  | 13 | 22 | 48 | 69 | -21 |
| 12º | Macará               | 39  | 44 | 8  | 15 | 21 | 43 | 66 | -23 |

|  | Finalistas y clasificados para la Copa Libertadores 2011.                                              |
|  | Clasificado al desempate para el tercer lugar y el cupo de "Ecuador 3" para la Copa Libertadores 2011. |
|  | Descendieron a la Serie B.                                                                             |

#### Finales

##### Tercer lugar
| 4 de diciembre de 2010 | Deportivo Quito                    | 2:0 (1:0) | Barcelona | Estadio Olímpico Atahualpa, Quito                      |                                                        |
|                        | Luis Checa 35' · Luis Saritama 49' |           |           | Asistencia: 35 000 espectadores Árbitro(s): Omar Ponce | Asistencia: 35 000 espectadores Árbitro(s): Omar Ponce |

| 11 de diciembre de 2010 | Barcelona                                             | 3:1 (1:1) | Deportivo Quito   | Estadio Monumental Banco Pichincha, Guayaquil           |                                                         |
|                         | Henry León 15' · Juan Samudio 72' · Juan Anangonó 88' |           | Oswaldo Minda 24' | Asistencia: 49 000 espectadores Árbitro(s): José Carpio | Asistencia: 49 000 espectadores Árbitro(s): José Carpio |

- Deportivo Quito ganó 3-3 en el marcador global con la regla del gol de visitante.

##### Final
Artículo Principal: Resultados de la Final
| Finalistas    | Vía de clasificación        |
| ------------- | --------------------------- |
| Emelec        | Ganador de la Primera Etapa |
| Liga de Quito | Ganador de la Segunda Etapa |

| 5 de diciembre de 2010 | Liga de Quito            | 2:0 (0:0) | Emelec | Estadio Casa Blanca, Quito                                |                                                           |
|                        | Miller Bolaños 50' 90+3' |           |        | Asistencia: 47 506 espectadores Árbitro(s): Tomás Alarcón | Asistencia: 47 506 espectadores Árbitro(s): Tomás Alarcón |

| 12 de diciembre de 2010 | Emelec     | 1:0 (0:0) | Liga de Quito | Estadio George Capwell, Guayaquil                            |                                                              |
|                         | Quiroz 60' |           |               | Asistencia: 24 000 espectadores Árbitro(s): Alfredo Intriago | Asistencia: 24 000 espectadores Árbitro(s): Alfredo Intriago |

- Liga de Quito ganó 2-1 en el marcador global.

### Serie B

#### Primera Etapa
Clasificación
|     | Equipo                | PTS | PJ | PG | PE | PP | GF | GC | DG  |
| --- | --------------------- | --- | -- | -- | -- | -- | -- | -- | --- |
| 1º  | Imbabura S.C.         | 45  | 22 | 14 | 3  | 5  | 41 | 23 | +18 |
| 2º  | Liga de Loja          | 43  | 22 | 13 | 4  | 5  | 37 | 23 | +14 |
| 3º  | Rocafuerte F.C.       | 39  | 22 | 12 | 3  | 7  | 33 | 25 | +8  |
| 4º  | Atlético Audaz        | 33  | 22 | 9  | 6  | 7  | 34 | 35 | -1  |
| 5º  | Técnico Universitario | 32  | 22 | 10 | 2  | 10 | 38 | 37 | +1  |
| 6º  | River Plate Ecuador   | 31  | 22 | 9  | 4  | 9  | 25 | 21 | +4  |
| 7º  | Liga de Portoviejo    | 29  | 22 | 7  | 8  | 7  | 20 | 21 | -1  |
| 8º  | U.T. de Cotopaxi      | 28  | 22 | 8  | 4  | 10 | 21 | 28 | -7  |
| 9º  | Grecia                | 26  | 22 | 7  | 5  | 10 | 34 | 41 | -7  |
| 10º | Deportivo Azogues     | 23  | 22 | 6  | 5  | 11 | 28 | 36 | -8  |
| 11º | U.T. Equinoccial      | 21  | 22 | 5  | 6  | 11 | 31 | 34 | -3  |
| 12º | Municipal Cañar       | 18  | 22 | 4  | 6  | 12 | 20 | 38 | -18 |

#### Segunda Etapa
Clasificación
|     | Equipo                | PTS | PJ | PG | PE | PP | GF | GC | DG  |
| --- | --------------------- | --- | -- | -- | -- | -- | -- | -- | --- |
| 1º  | River Plate Ecuador   | 36  | 19 | 11 | 3  | 5  | 27 | 22 | +5  |
| 2º  | Técnico Universitario | 35  | 19 | 9  | 8  | 2  | 35 | 15 | +20 |
| 3º  | Liga de Loja          | 33  | 19 | 9  | 6  | 4  | 30 | 17 | +13 |
| 4º  | U.T. de Cotopaxi      | 31  | 19 | 10 | 1  | 8  | 34 | 30 | +4  |
| 5º  | Imbabura S.C.         | 24  | 19 | 5  | 9  | 5  | 19 | 18 | +1  |
| 6º  | Deportivo Azogues     | 24  | 19 | 7  | 3  | 9  | 19 | 23 | -4  |
| 7º  | Liga de Portoviejo    | 24  | 19 | 7  | 3  | 9  | 16 | 23 | -7  |
| 8º  | Municipal Cañar       | 23  | 19 | 6  | 5  | 8  | 29 | 28 | +1  |
| 9º  | Rocafuerte F.C.       | 23  | 19 | 6  | 5  | 8  | 22 | 21 | +1  |
| 10º | Grecia                | 23  | 19 | 6  | 5  | 8  | 25 | 28 | -3  |
| 11º | U.T. Equinoccial      | 23  | 19 | 7  | 2  | 10 | 20 | 27 | -7  |
| 12º | Atlético Audaz        | 15  | 19 | 3  | 6  | 10 | 20 | 44 | -24 |

#### Tabla acumulada
Clasificación
|     | Equipo                | PTS | PJ | PG | PE | PP | GF | GC | DG  |
| --- | --------------------- | --- | -- | -- | -- | -- | -- | -- | --- |
| 1º  | Liga de Loja          | 82  | 44 | 24 | 10 | 10 | 72 | 42 | +30 |
| 2º  | Imbabura S.C.         | 78  | 44 | 22 | 12 | 10 | 68 | 41 | +27 |
| 3º  | River Plate Ecuador   | 74  | 44 | 22 | 8  | 14 | 55 | 44 | +11 |
| 4º  | Rocafuerte F.C.       | 71  | 44 | 21 | 8  | 15 | 67 | 46 | +21 |
| 5º  | Técnico Universitario | 71  | 44 | 20 | 11 | 13 | 77 | 55 | +20 |
| 6º  | U.T. de Cotopaxi      | 56  | 44 | 18 | 5  | 21 | 57 | 74 | -17 |
| 7º  | Grecia                | 53  | 44 | 14 | 11 | 19 | 61 | 73 | -12 |
| 8º  | Liga de Portoviejo    | 53  | 44 | 14 | 11 | 19 | 36 | 52 | -16 |
| 9º  | Deportivo Azogues     | 49  | 44 | 13 | 10 | 21 | 49 | 62 | -13 |
| 10º | Atlético Audaz        | 49  | 44 | 13 | 12 | 19 | 54 | 84 | -30 |
| 11º | U.T. Equinoccial      | 47  | 44 | 13 | 8  | 23 | 55 | 65 | -10 |
| 12º | Municipal Cañar       | 47  | 44 | 12 | 11 | 21 | 51 | 68 | -11 |

|  | Campeón, Ascendió directamente a la Serie A 2011      |
|  | Subcampeón, Ascendió directamente a la Serie A 2011   |
|  | Descendieron directamente a la Segunda Categoría 2011 |

### Segunda Categoría

#### Zona Norte
Grupo A
|    | Equipo          | PTS | PJ |
| -- | --------------- | --- | -- |
| 1° | Águilas         | 22  | 10 |
| 2° | Rocafuerte S.C. | 22  | 10 |
| 3° | Teodoro Gómez   | 13  | 9  |
| 4° | Cuniburo F.C.   | 12  | 9  |
| 5° | Politécnico     | 10  | 10 |
| 6° | Racing Junior   | 3   | 10 |

Grupo B
|    | Equipo          | PTS | PJ |
| -- | --------------- | --- | -- |
| 1° | Valle del Chota | 25  | 10 |
| 2° | Aucas           | 23  | 10 |
| 3° | Pedernales      | 12  | 9  |
| 4° | Los Dragones    | 9   | 9  |
| 5° | Caribe Junior   | 6   | 9  |
| 6° | Centro Juvenil  | 3   | 9  |

#### Zona Centro
Grupo A
|    | Equipo            | PTS | PJ |
| -- | ----------------- | --- | -- |
| 1° | Deportivo Quevedo | 24  | 10 |
| 2° | Juventud Minera   | 20  | 10 |
| 3° | Star Club         | 18  | 9  |
| 4° | Pelileo S.C.      | 12  | 9  |
| 5° | New Star          | 5   | 9  |
| 6° | Deportivo Puyo    | 2   | 9  |

Grupo B
|    | Equipo               | PTS | PJ |
| -- | -------------------- | --- | -- |
| 1° | Mushuc Runa S.C.     | 28  | 10 |
| 2° | Venecia              | 19  | 9  |
| 3° | Deportivo Gremio     | 18  | 9  |
| 4° | Cooperativa Amazonas | 10  | 9  |
| 5° | Malta Shungo         | 4   | 10 |
| 6° | Club Chimborazo      | 2   | 9  |

#### Zona Sur
Grupo A
|    | Equipo            | PTS | PJ |
| -- | ----------------- | --- | -- |
| 1° | Gualaceo S.C.     | 27  | 10 |
| 2° | Paladín "S"       | 25  | 10 |
| 3° | JVC F.C.          | 12  | 10 |
| 4° | Abuelos F.C.      | 12  | 10 |
| 5° | Audaz Octubrino   | 4   | 9  |
| 6° | Sport Bilbao S.V. | 4   | 9  |

Grupo B
|    | Equipo                | PTS | PJ |
| -- | --------------------- | --- | -- |
| 1° | Liga de Cuenca        | 21  | 9  |
| 2° | Calvi F.C.            | 15  | 9  |
| 3° | Carlos Borbor Reyes   | 14  | 9  |
| 4° | Santa Rosa F.C.       | 13  | 9  |
| 5° | Estrellas de Orellana | 8   | 9  |
| 6° | U.T.P. de Loja        | 4   | 9  |

#### Hexagonal final
|    | Equipo               | PJ | PG | PE | PP | GF | GC | DG  | PTS |
| -- | -------------------- | -- | -- | -- | -- | -- | -- | --- | --- |
| 1° | C.D. Valle del Chota | 10 | 7  | 1  | 2  | 17 | 6  | +11 | 22  |
| 2° | Deportivo Quevedo    | 10 | 6  | 2  | 2  | 17 | 10 | +7  | 20  |
| 3° | Águilas              | 10 | 6  | 2  | 2  | 14 | 7  | +7  | 20  |
| 4° | Gualaceo S.C.        | 10 | 3  | 3  | 4  | 13 | 15 | -2  | 12  |
| 5° | Mushuc Runa S.C.     | 9  | 2  | 1  | 6  | 9  | 17 | -8  | 7   |
| 6° | Liga de Cuenca       | 9  | 0  | 1  | 8  | 4  | 19 | -15 | 1   |

|  | Asciendieron a Serie B 2011 |

## Ascensos y descensos
| Categorías                | Equipos descendidos                | Equipos ascendidos                     |
| ------------------------- | ---------------------------------- | -------------------------------------- |
| Serie A Serie B           | Universidad Católica C.S.D. Macará | Liga de Loja Imbabura S.C.             |
| Serie B Segunda Categoría | U.T. Equinoccial Municipal Cañar   | C.D. Valle del Chota Deportivo Quevedo |

## Torneos internacionales
Véase además Anexo:Clubes ecuatorianos en torneos internacionales

### Copa Libertadores
|  |    | Equipo           | Fase final             | PTS | PJ | PG | PE | PP | GF | GC | DG |
|  | -- | ---------------- | ---------------------- | --- | -- | -- | -- | -- | -- | -- | -- |
|  | 1° | Deportivo Quito  | Segunda fase (Grupo 5) | 10  | 6  | 3  | 1  | 2  | 5  | 7  | -2 |
|  | 2° | C.S. Emelec      | Segunda fase (Grupo 5) | 6   | 8  | 1  | 3  | 4  | 4  | 7  | -3 |
|  | 3° | Deportivo Cuenca | Segunda fase (Grupo 6) | 4   | 6  | 1  | 1  | 4  | 7  | 13 | -6 |

### Copa Sudamericana
|  |    | Equipo          | Fase final       | PTS | PJ | PG | PE | PP | GF | GC | DG |
|  | -- | --------------- | ---------------- | --- | -- | -- | -- | -- | -- | -- | -- |
|  | 1° | Liga de Quito   | Semifinales      | 10  | 6  | 3  | 1  | 2  | 13 | 9  | +4 |
|  | 2° | C.S. Emelec     | Octavos de final | 6   | 4  | 2  | 0  | 2  | 9  | 6  | +3 |
|  | 3° | Barcelona S.C.  | Segunda fase     | 6   | 4  | 2  | 0  | 2  | 6  | 5  | +1 |
|  | 4° | Deportivo Quito | Primera fase     | 3   | 2  | 1  | 0  | 1  | 4  | 4  | 0  |